# 守口市立滝井小学校
守口市立滝井小学校（もりぐちしりつたきいしょうがっこう）は、大阪府守口市にあった公立小学校。
敷地内に守口市立ふみぞの幼稚園が設置されており、校舎を共用していた（ただし、内部では繋がってはいない）。

## 沿革
- 1923年（大正12年）7月 - 守口尋常高等小学校の分教場として開設
- 1931年（昭和6年）4月 - 大阪府北河内郡守口第二尋常小学校として独立する
- 1934年（昭和9年）9月21日 - 室戸台風による暴風雨で木造校舎二棟が倒壊[1]
- 1941年（昭和18年）4月 - 大阪府北河内郡瀧井国民学校と改称
- 1945年（昭和20年） - 土居小学校を分離
- 1946年（昭和21年）11月 - 守口市立瀧井国民学校と改称
- 1947年（昭和22年）4月 - 守口市立瀧井小学校と改称
- 1957年（昭和32年）4月 - 守口市立春日小学校が分離
- 2014年（平成26年）3月 - 閉校（敷地・校舎は滝井小学校と春日小学校の統合校である守口市立さつき小学校に引き継がれた）[2]
- 2017年（平成29年）4月 - 義務教育学校である守口市立さつき学園が開校

## 交通
- 京阪本線 滝井駅・土居駅
- 地下鉄谷町線・今里筋線 太子橋今市駅

## 通学区
- 守口市
  - 京阪本通1丁目（市道守口8号線及び市道守口46号線以西の区域）、豊秀町1丁目（市道守口46号線以西の区域）、日吉町1丁目（市道守口46号線以西の区域）、金下町1丁目（市道守口46号線以西の区域）、平代町（市道守口46号線以西の区域）、文園町（市道守口46号線以西の区域）、梅園町（府道大阪内環状線以西の区域）、長池町（府道大阪内環状線以西の区域）、大門町、寿町、紅屋町、滝井元町1～3丁目、滝井西町1～3丁目、馬場町2丁目9番・3丁目(12番・13番・14番の区域)[2]